# Pachypodium Lamere’a
Pachypodium Lamere’a (Pachypodium lamerei Drake) – gatunek rośliny z rodziny toinowatych (Apocynaceae). Pochodzi z Madagaskaru. Roślina szybko rośnie – po 2-3 latach osiąga 1 m wysokości, a dorosła w naturalnych warunkach osiąga do 10 m wysokości. Jest rośliną długowieczną, dożywającą 200 lat. Uprawiana jest jako roślina ozdobna.

## Morfologia

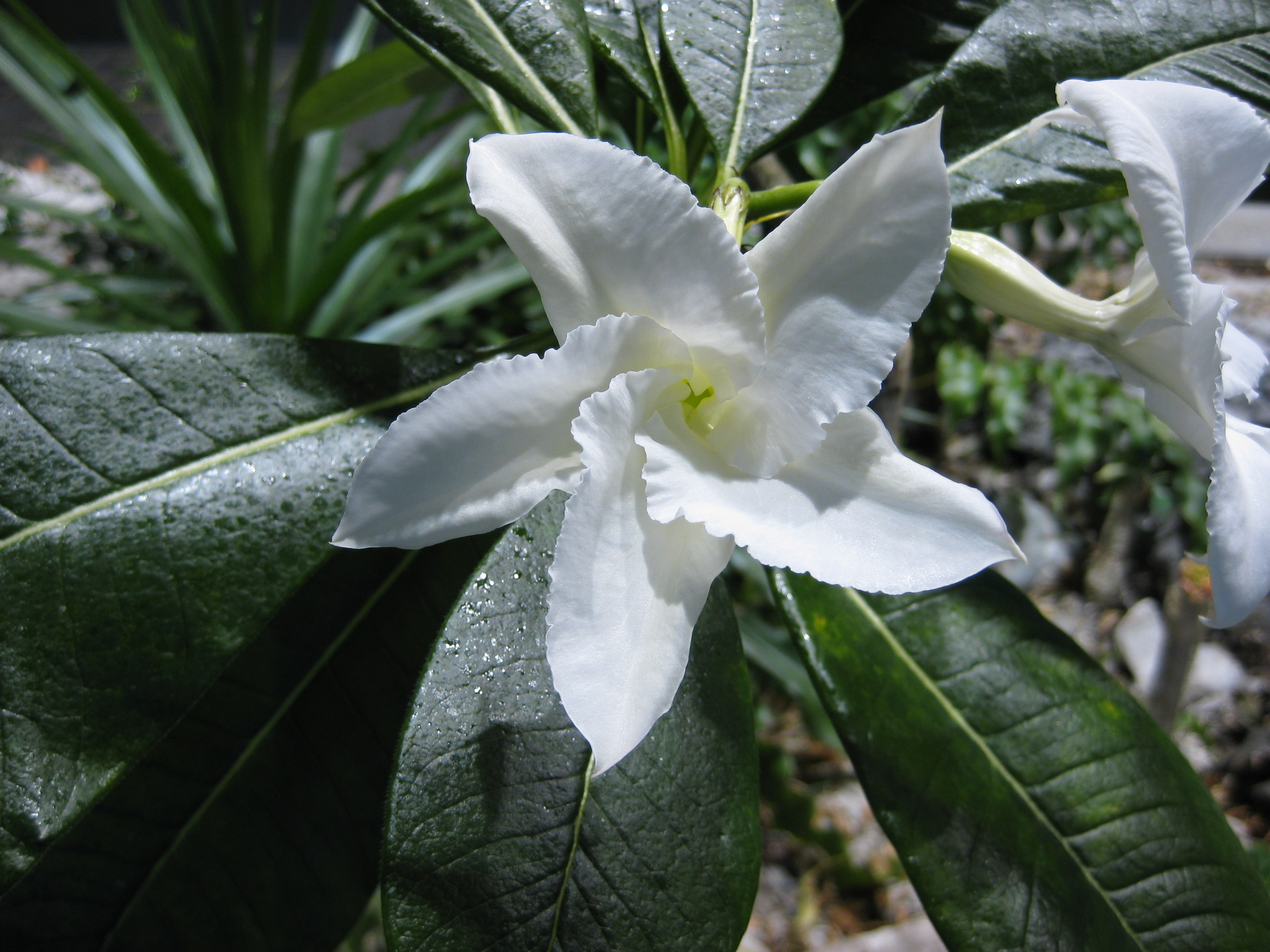
Kwiaty

Sukulent przypominający przedstawicieli kaktusowatych – ma gruby pień najeżony kolcami. Z pnia wyrastają długie, ciemnozielone liście, które zrzucane są w okresie zimy. Na wiosnę liście znów się rozwijają. Liście dochodzą do 40 cm długości i 11 cm szerokości. Kwitnie bardzo rzadko, pojawiają się wówczas niewielkie białe kwiaty.

## Uprawa
Wymaga bardzo jasnych pomieszczeń, dopuszczane jest nawet stawianie w pełnym słońcu czy też na słonecznym parapecie. Potrafi znieść wysoką temperaturę. W okresie zimy należy pilnować, by nie spadła ona poniżej 15 °C. Przesadzanie na wiosnę co około dwa lata.